# Athen Internationale Lufthavn
Athen Internationale Lufthavn, "Eleftherios Venizelos" (IATA: ATH, ICAO: LGAV) er en lufthavn i Grækenland. Den er beliggende ved byen Spata, 20 km øst for landets hovedstad Athen.
I 2014 betjente lufthavnen 15.196.463 passagerer og havde 154.530 start- og landinger, hvilket gjorde den til landets travleste. Aegean Airlines, Olympic Air samt Sky Wings havde hub i lufthavnen.

## Historie
Lufthavnen blev åbnet 29. marts 2001 og erstattede den nu lukkede Ellinikon Internationale Lufthavn. Lufthavnen ligger mellem byerne Markopoulo, Koropi, Spata og Loutsa, omkring 20 km i luftlinje fra den østlige del af det centrale Athen. Lufthavnen er opkaldt efter den græske statsmand og politiker Eleftherios Venizelos.
Der blev opført to lufthavnsterminaler og to landingsbaner. Banerne er henholdsvis 3.800 og 4.000 meter lange. Lufthavnen blev udviklet som et offentligt-privat partnerskab med Grækenland som ejer af 55% af aktierne.
Lufthavnen har modtaget godkendelse fra det Europæiske Luftfartssikkerhedsagentur og Federal Aviation Administration så den kan operere starter og landinger fra Airbus A380. Den første Airbus A380 der besøgte lufthavnen var et fly fra Emirates, som nødlandede den 13. april 2011 med en passager som havde fået et hjerteanfald. Den første planlagte A380 flyvning fandt sted den 26. oktober samme år, da Emirates begyndte flyvninger fra Dubai International Airport med flytypen.
Den finansielle krise i 2007-08 reducerede trafiktallene i lufthavnen kraftigt. United Airlines, Thai Airways, Gulf Air samt Czech Airlines er blandt de udenlandske luftfartsselskaber som forlod lufthavnen, og Singapore Airlines flyttede sin regionale hub til Istanbul. Delta Air Lines stoppede i vinter 2012 sine sæsonflyvninger til New York, og for første gang i 70 år havde Grækenland ingen direkte forbindelser til USA.

## Galleri
- Forpladsen og kontroltårnet.
- Check-in skrankerne i afgangsterminalen.
- Seks fly fra Aegean Airlines.